# 同心乡 (讷河市)
同心乡是中国黑龙江省齐齐哈尔市讷河市下辖的一个乡。

## 行政区划
桥头溪乡下辖以下地区：
同心村、满丰村、文光村、保育村、茂林村、双喜村、祥乐村、革新村、更新村、联盟村和巨和村。